# Захари Василев
Захари Василев е български революционер, светиниколски войвода на Вътрешната македоно-одринска революционна организация.

## Биография
Захари Василев е роден през 1885 година в Сливен, България. Присъединява се към ВМОРО и действа като светиниколски войвода в Македония.
| Чета на Захари Василев, 14 декември 1905 година | Чета на Захари Василев, 14 декември 1905 година | Чета на Захари Василев, 14 декември 1905 година | Чета на Захари Василев, 14 декември 1905 година | Чета на Захари Василев, 14 декември 1905 година |
| Номер                                           | Име                                             | Селище                                          | Околия                                          | Забележка                                       |
| ----------------------------------------------- | ----------------------------------------------- | ----------------------------------------------- | ----------------------------------------------- | ----------------------------------------------- |
| 1.                                              | Захари Василев                                  | Сливен                                          |                                                 | от мързел                                       |
| 2.                                              | Раде Обредов                                    | Ворба                                           | Приморско, Черна гора                           | избегал                                         |
| 3.                                              | Мино Стоянов                                    | Катланово                                       | Скопска                                         | от мързел                                       |
| 4.                                              | Тоде Цветков                                    | Горно Водно                                     | Скопска                                         |                                                 |
| 5.                                              | Янко Блажев                                     | Горно Водно                                     | Скопска                                         |                                                 |
| 6.                                              | Трайко Коцев                                    | Велес                                           |                                                 |                                                 |
| 7.                                              | Милан Туджаров                                  | Щип                                             |                                                 | [ 1 ]                                           |